# Waalwijk
Waalwijk (en brabançon : Wólluk) est une commune et une ville des Pays-Bas de la province du Brabant-Septentrional. Le 31 janvier 2023, la commune comptait 49 934 habitants. En 2008, il y avait 45 663 habitants dans la commune dont 30 720 dans la ville de Waalwijk (Driessen et les zones industrielles incluses).

## Histoire
En 1922, les anciens villages de Besoyen et de Baardwijk sont ajoutés à Waalwijk. En 1997, le village de Waspik et la commune Sprang-Capelle sont ajoutés à la commune de Waalwijk.

## Géographie

### Emplacement
Waalwijk est situé entre Drunen et Waspik dans la région de Langstraat. Les villes les plus proches sont Tilbourg, Bois-le-Duc et Bréda, accessible par l'A59.

## Photos

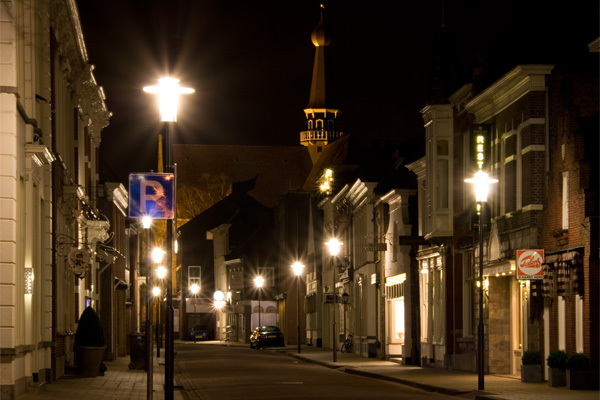
La rue Grande (Grotestraat) dans le centre de Waalwijk. À l'arrière-plan l'église réformée.
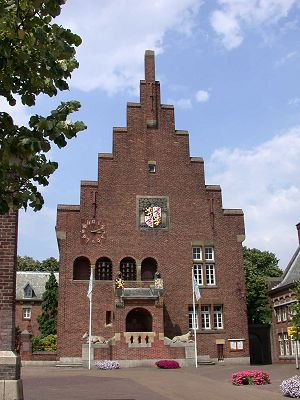
La mairie ou maison de conseil.
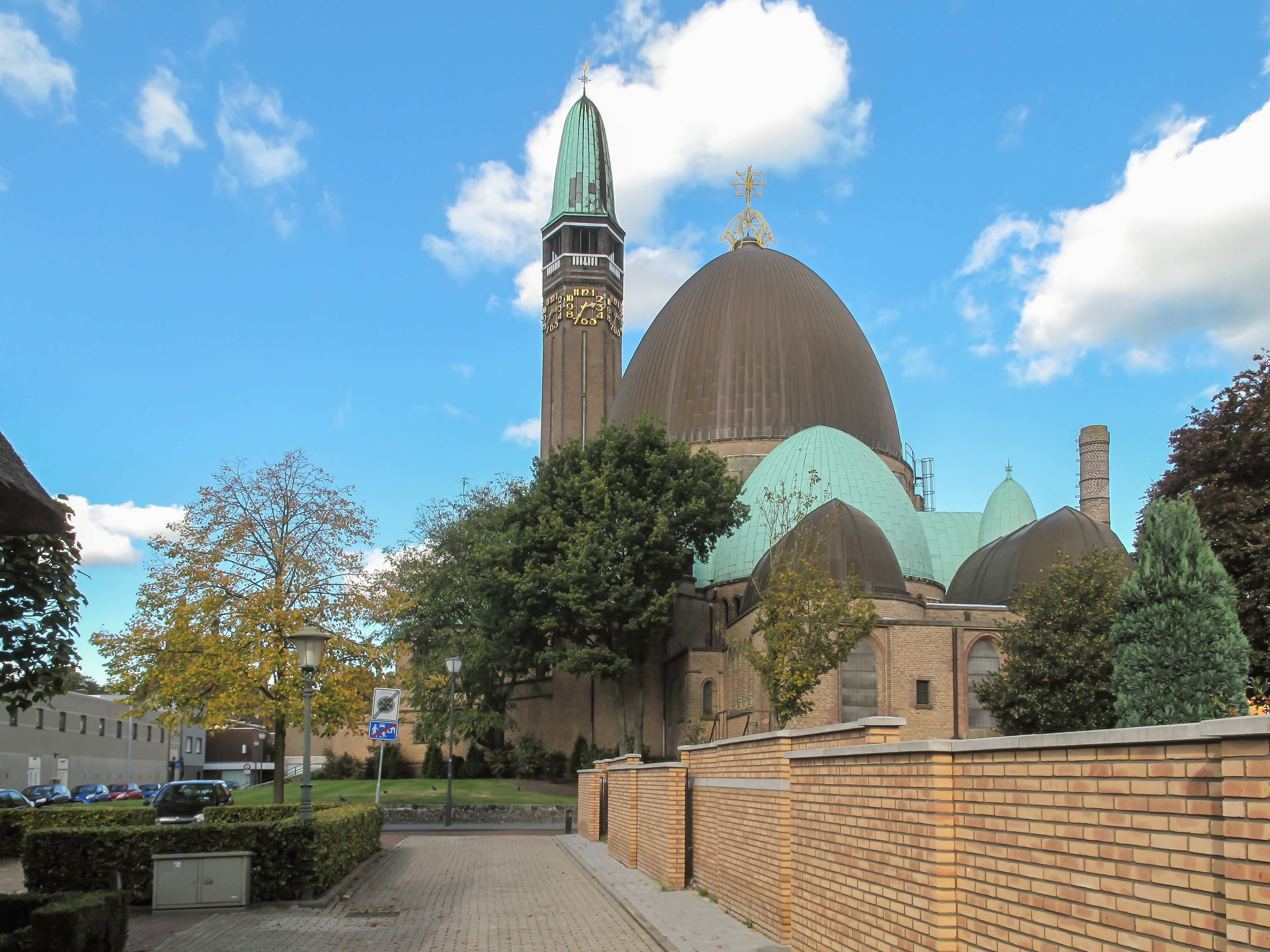
L'église Saint-Jean.
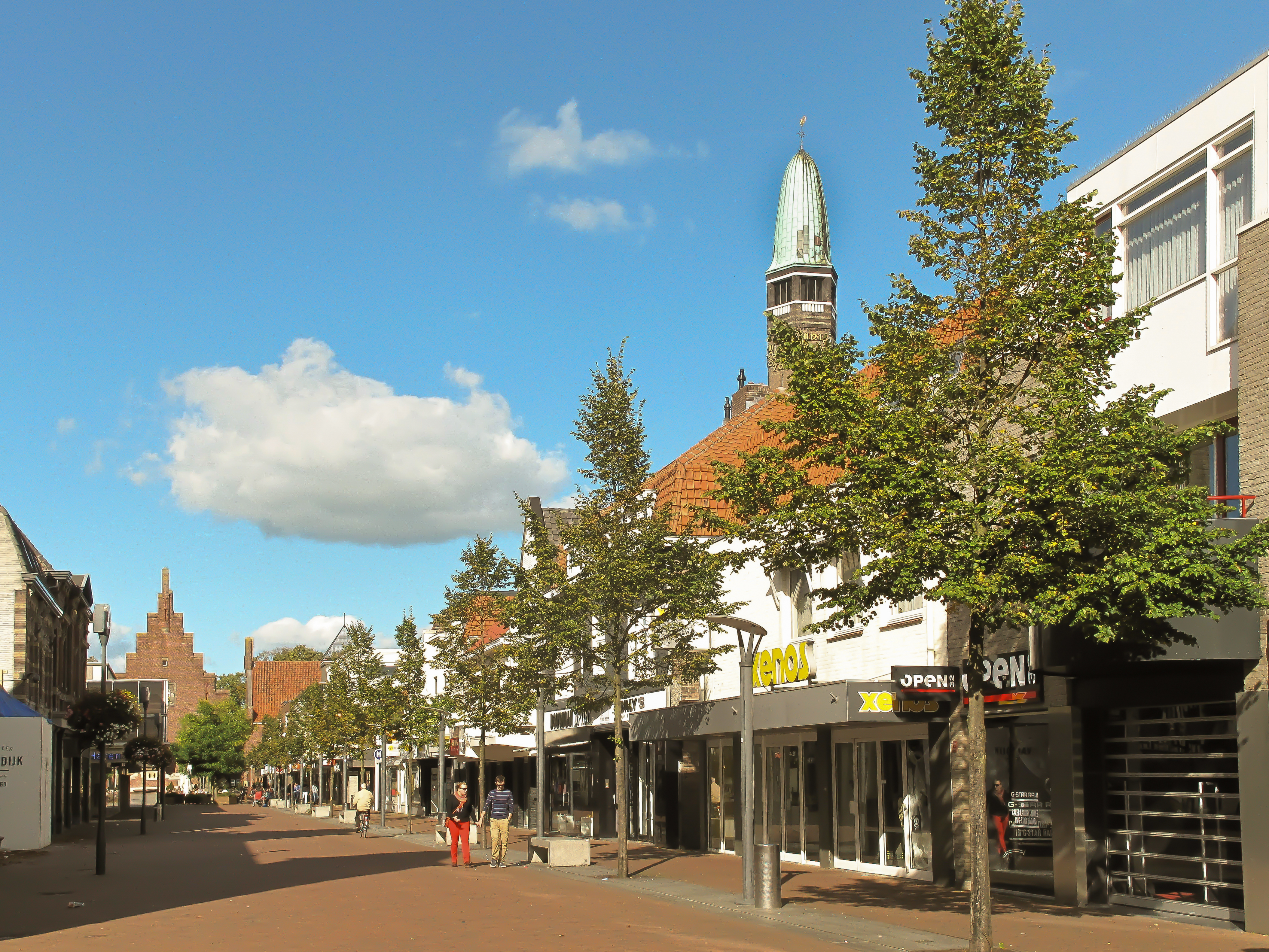
La rue de la Gare (Stationsstraat).
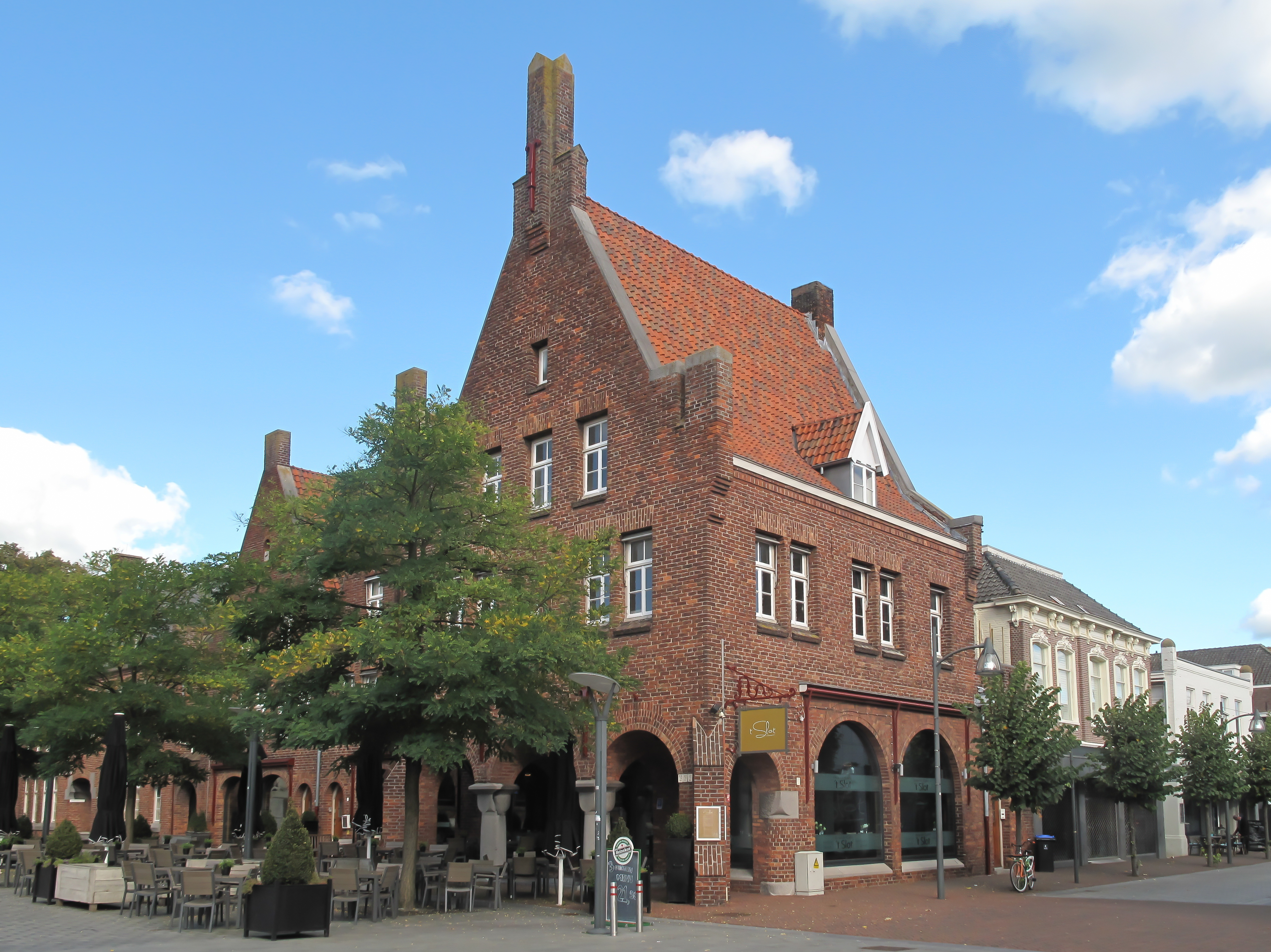
Un grand-café installé dans un bâtiment historique.
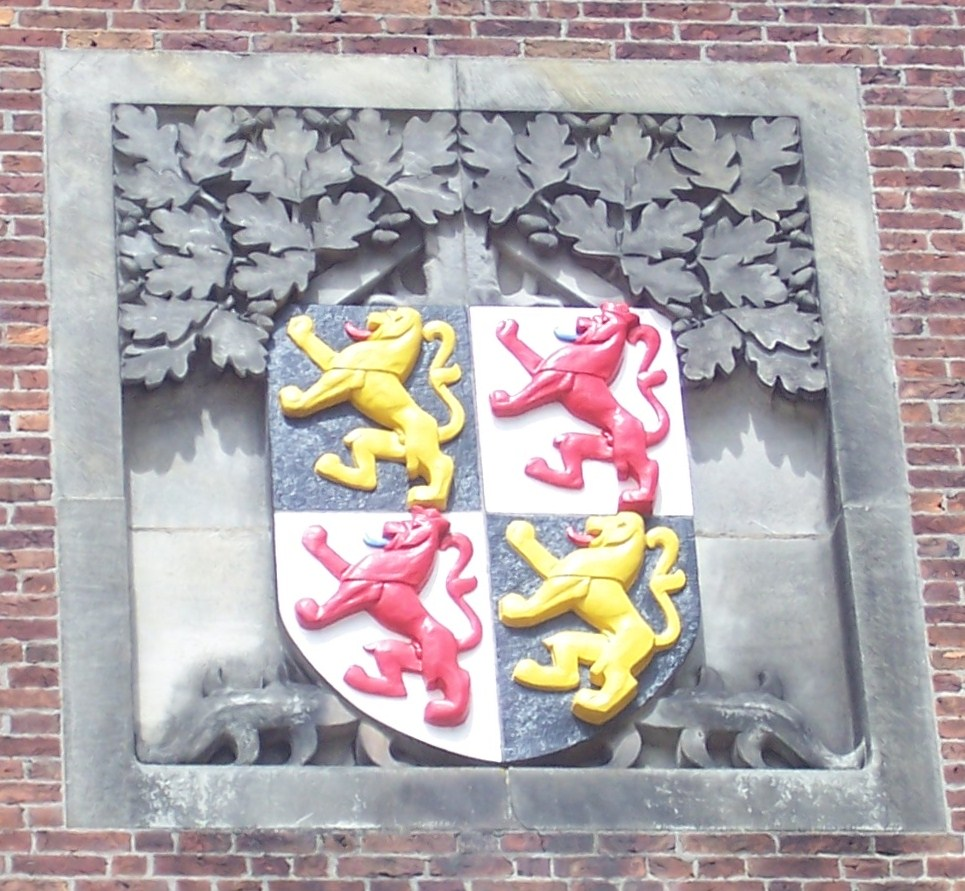
Armoiries de Waalwijk sur le fronton de la mairie.
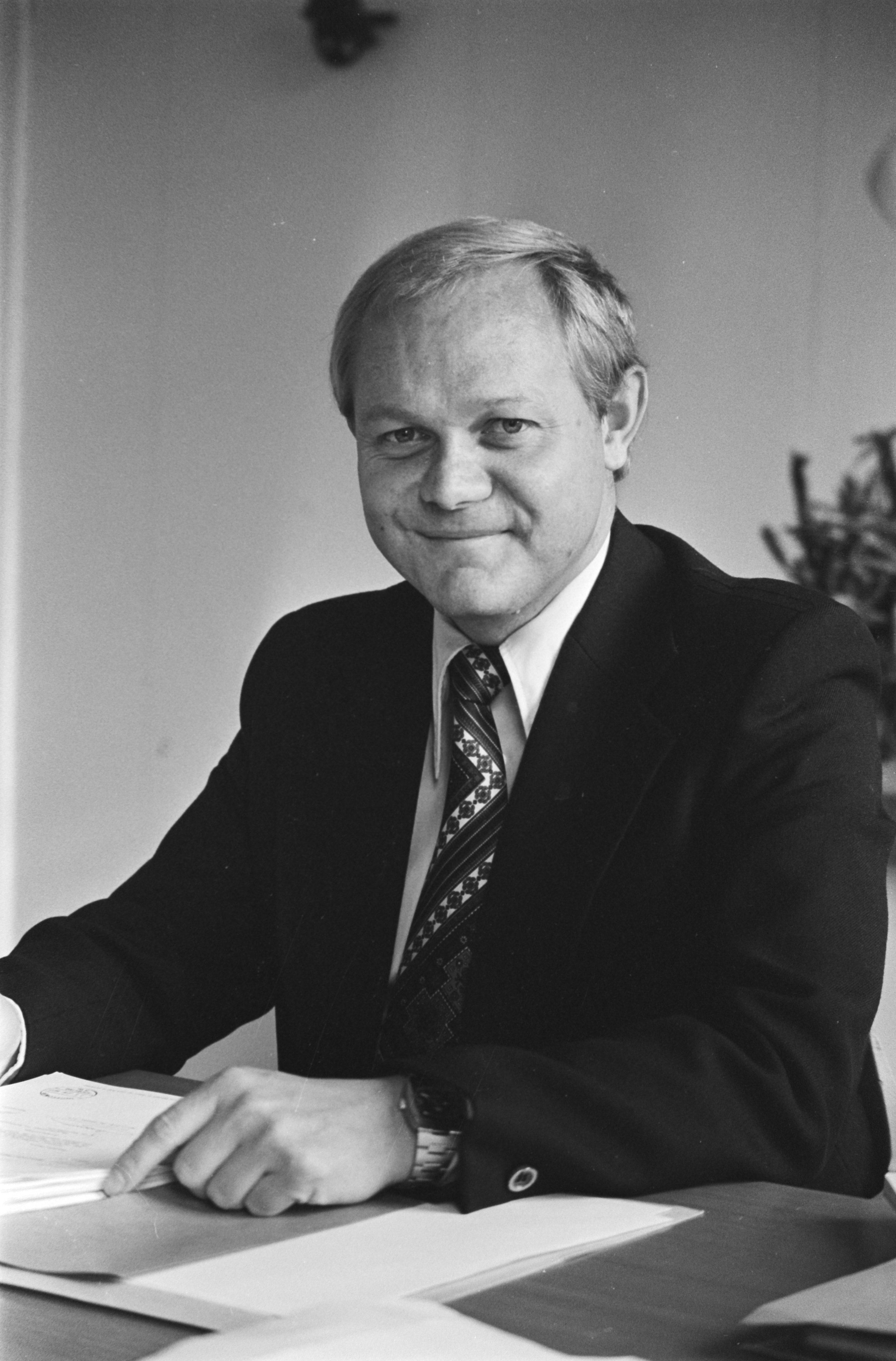
Cees de Cloe, ancien homme politique néerlandais du Parti travailliste né à Waalwijk en 1943.

## Personnalités
- Nabil Aoulad Ayad (1984-) présentateur de télévision néerlando-marocain, est né à Waalwijk.